# مخيم رفحاء
مخيم رفحاء كان مجمعاً سكنياً سعودياً في شمال شرق مركز محافظة رفحاء أنشأته حكومة المملكة العربية السعودية سنة 1991 م ليكون مأوى للاجئين عراقيين هاربين من العراق بعد انتهاء معركة أم المعارك/حرب الخليج الثانية ثم الانتفاضة الشعبانية التي حصلت في العراق ويقع قرب الحدود السعودية العراقية يبعد عن مدينة رفحاء السعودية 20 كيلومتراً، ضم المخيم 40 ألف لاجئ منذ فترة 1991 حتى 11 ذي القعدة سنة 1429 هـ/تشرين الثاني/نوفمبر سنة 2008 م، حين اكتملت مغادرة كل اللاجئين وفرغ المخيم فأُغلقَ نهائياً حيث تبنت المفوضية العليا لشؤون اللاجئين حصول اللاجئين على اقامة في دول عديد منها أستراليا وأمريكا وكندا والدنمارك وفلندا والمملكة المتحدة وإيران وهولندا والنرويج والسويد وسويسرا وسوريا، وعاد بعض اللاجئين إلى العراق مباشرة سنة 2008.
تفرّق المغادرون من المخيم إلى دول المهجر حسب احصائيات المفوضية العليا لشؤون اللاجئين الامم المتحدة فكان منهم في :-
1-أمريكا 10,148 شخصاً
2- أستراليا 1803 أشخاص
4- كندا 1270 شخصاً
5- الدنمارك 806 أشخاص
6- فنلندا 770 شخصاً
7- بريطانيا حالات خاصة 9 اشخاص
8- إيران 1033 شخصاً
9- هولندا 1028 شخصا
10- نيوزلندا 28 شخصاً
11- النرويج 904 أشخاص
12- السويد 2354 شخصاً
13- سويسرا حالات خاصة 47 شخصاً
14- سوريا حالات خاصة 35 شخصاً

## تنظيم المخيم ومصير سُكانه
يتكون المخيم من  17 مربعاً، منها 11 من المربعات تتكون من 8 خلايا وكل خلية تتكون من 30 منزلاً وكل منزل يتكون من 3 خيام، والستة المربعات الأخرى تتكون من 8 خلايا وكل خلية تتكون من 28 بيتاً وكل بيت يتكون من 3 غرف سقوفها من الصفيح والجدران من الطابوق، وكان يدير المخيمَ ضابطٌ سعودي العميد الركن عطية بن عبد الحميد الطوري.
اشتمل المخيم على خدمات صحية وتعليمية واجتماعية للمقيمين فيه.